# Bilistiche
Bilistiche (altgriechisch Βιλιστίχη), auch Belistiche und Belestiche, war eine Olympiasiegerin und Geliebte des Ptolemaios II. Philadelphos.

## Leben
Nach Angaben von Pausanias stammte sie aus dem Königreich Makedonien und war eine Tochter Philons. Laut Plutarch wurde sie als Sklavin nach Griechenland verkauft. Bei Athenaios wird sie als Hetäre bezeichnet.
Sie gewann 264 v. Chr. die Synoris – das Wagenrennen mit einem Zweigespann – bei den 128. Olympischen Spielen. Vier Jahre später wiederholte sie ihren Sieg. Frauen war es zu dieser Zeit verboten, das Wettkampfgelände in Olympia zu betreten. Bereits im 4. Jh. v. Chr. hatte die Spartanerin Kyniska bemerkt, dass sie als Pferdebesitzerin dennoch an den hippischen Disziplinen teilnehmen konnte, da gewöhnlich Sklaven als Reiter fungierten. In Kyniskas Nachfolge waren es dann weitere Spartanerinnen und Ptolemaierinnen, die zu Olympionikinnen wurden.
Ob Bilistiche erst nach ihrem Sieg in Olympia oder schon zuvor zur Geliebten des ägyptischen Pharaos Ptolemaios II. wurde, ist unklar. 251/50 v. Chr. soll sie das wichtige religiöse Amt der Kanephore bei Feierlichkeiten für Arsinoe II Philadelphia, der Ehefrau des Ptolemaios, übernommen haben. Von Ptolemaios II. wurde sie als Aphrodite Bilistiche vergöttert.
Clemens von Alexandria behauptet, sie sei im Serapeum von Alexandria bestattet worden.